# Janine Benyus
Janine Benyus, född 1958 i New Jersey, USA är en amerikansk forskare och författare känd försitt arbete med biomimetik.

## Biografi
Janine Benyus växte upp i mindre stad nära till skog och äng. Hon var fascinerad av vildmarken och hennes föräldrar gav henne fältfloror, herbarium och mikroskop. Staden växte och familjen flyttade längre ut på landet. Detta hände flera gånger och hon hade nära till orörd natur. Benyus tog examen vid Rutgers University i början av 1980-talet och fick anställning vid forskningslaboratorium. Hon började översätta vetenskapliga artiklar till begriplig engelska. Hennes första bok handlade om ekosystem i Minnesota, Michigan och Wisconsin.
1990 flyttade Benyus till Stevensville, Montana och föreläste på University of Montana. På fritiden vandrade hon i Bitterrott Mountain i västra Montana. Hon utforskade djupa dalar med skogar av gultall och asp mellan forsande bäckar.

## Arbete med biomimetik
Janine Benyus har skrivit sex böcker om biomimetik. 1998 grundade hon Biomimicry Institute. Dr. Dayna Baumeister kontaktade henne och tillsammans startade de Biomimicry Guild som fungerar som ett stort nätverk för de som vill ta del av forskningens upptäckter.